# Одружені... та з дітьми
«Одружені… та з дітьми» (англ. Married... with Children) — американський комедійний телесеріал. З 1987 по 1997 було знято 262 серії. 8 разів номінувався на премію «Еммі» і 7 разів на «Золотий глобус». Серіал демонструвався в різних країнах світу. В Україні транслювався телеканалом ТЕТ у 2010 році та телеканалом 1+1 у 2011 році. Після успіху серіалу в Америці у багатьох країнах з'явилися його адаптації. В Україні «Новий канал» демонстрував російський варіант — «Щасливі разом» (2006).

## Сюжет

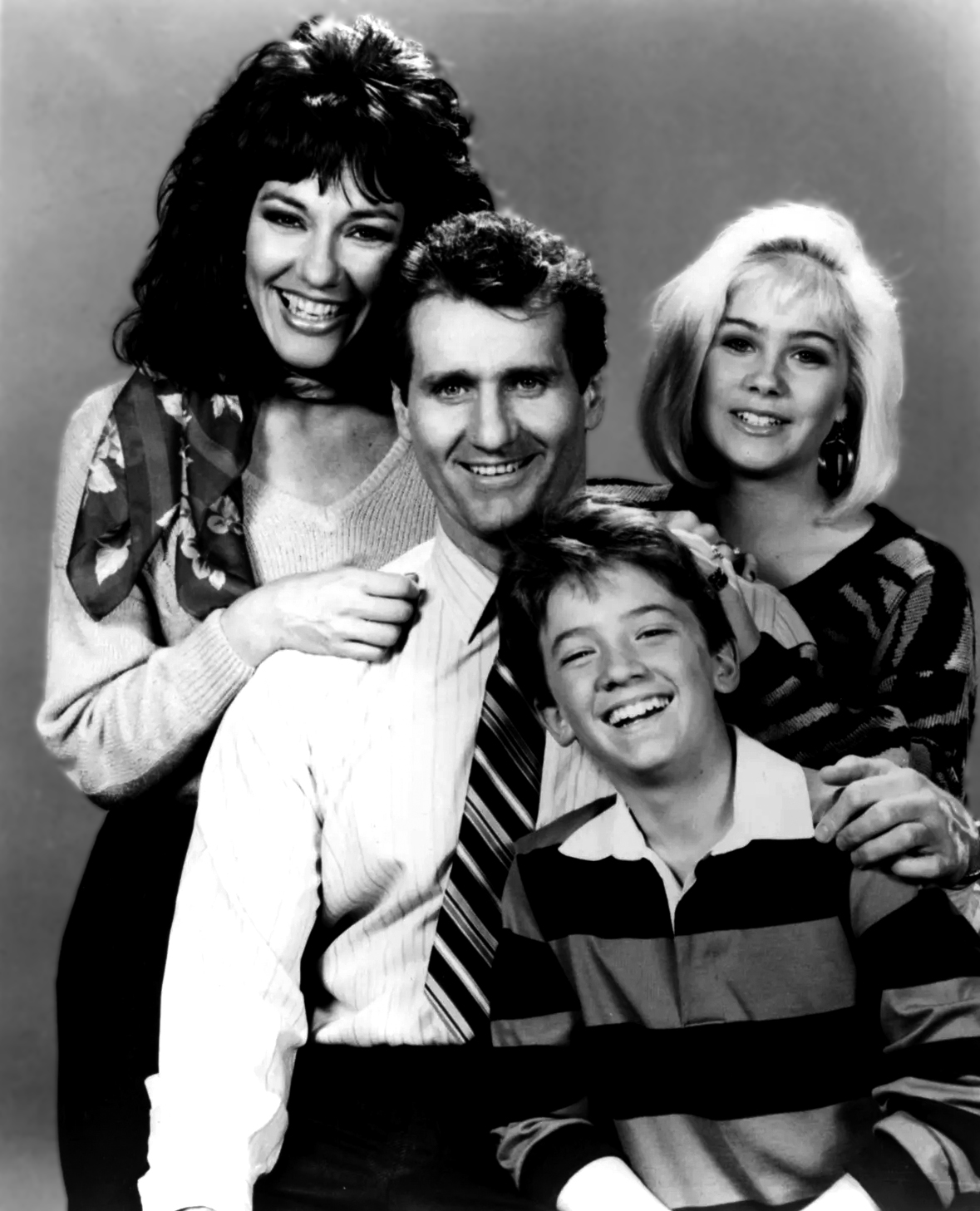
Головні персонажі серіалу

Серіал розповідає про життя продавця взуття на ім'я Ел Банді. Ел одружений вже багато років (16 років у перших серіях, 26 в останніх). Він вічно голодний, оскільки дружина Пеггі ніколи не готує і взагалі не робить хатню роботу, дивиться увесь день ток-шоу і серіали. У них двоє дітей: красуня Келлі і сексуально заклопотаний Бад (починаючи з 14-ти років). Уся родина не любить одне одного. Вони постійно знущаються одне з одного (особливо над Елом). Але попри це, вони завжди залишатимуться разом, і їх важче розлучити, ніж здається. Ще у них є сусіди: феміністка Марсі та банківський працівник Стів (згодом буде замінений на колишнього агента ЦРУ і бабія Джеферсона).

## Персонажі

### Ел Банді
Альфонс «Ел» Банді (англ. Alphonse "Al" Bundy), грає Ед О'Нілл, одружений… та з дітьми. Типовий представник середнього класу у Америці. Він працює продавцем за мізерну зарплатню у магазині жіночого взуття «Взуття та аксесуари Гарі для сучасних жінок» у торговельному центрі «New Market Mall». Ел як правило носить блакитну сорочку та сірі штани. Він ненавидить жінок, які дістають його щодня, особливо свою дружину Пеггі і товстих жінок, які приходять до нього у магазин. Коли він приходить додому, він починає свою розповідь з відомої фрази «сьогодні у магазин прийшла жирна баба». Ел також ненавидить родичів своєї дружини і французів. Окрім цього він ненавидить займатися сексом з Пеггі, але у той же час ніколи не зраджував їй (і ніколи не буде). З іншого боку, він любить пити пиво, засунувши праву руку у штани, і дивитись спорт по телевізору. Він любить довго сидіти у туалеті, і часто згадує найприємніший момент його життя: чемпіонат з футболу у середній школі, у якому він забив 4 тачдауни у одній грі. Є капітаном любительської команди гравців у боулінг. Його можна назвати повною протилежністю люблячого батька, який завжди знає, що краще. Ел приймає душ дуже рідко, він любить відпочити на дивані і відмовляється обіймати кого-небудь. Він рідко їсть, оскільки його дружина ніколи не готує. Він б'є бойфрендів Келлі, якщо вважає це необхідним. Ел також заснував спільноту «Ні жінкам». Його улюблений журнал — «Великі цицьки», а улюблена фраза — «Let's rock!». Впродовж усіх серій ми так і не дізнаємось, яке у Ела повне ім'я, але за словами творців серіалу Рона Левітта та Майкла Мойє, його повне ім'я — Альфонс.

### Пеггі Банді

Пеггі Банді

Маргарет «Пеггі» Банді (англ. Margaret "Peggy" Bundy), грає Кеті Сагал, дружина Ела і дуже ледача жінка. Вона відмовляється готувати їжу для родини і прибирати будинок. Вона також воліє купувати новий одяг замість прання старого, і навіть не замислюється про те, щоб влаштуватись на роботу. Протягом дня вона любить дивитися ток-шоу, сидячи на улюбленому дивані, і тоннами їсть цукерки (і при цьому чомусь не товстіє). Її улюблене ТБ-шоу — це «Шоу Опри Вінфрі», також вона любить передачі у стилі «магазин на дивані». Пеггі зазвичай слідує жахливо позбавленій смаку моді, носить лосини і танкетки, але це відрізняє її від інших. На відміну від Ела, вона любить займатися сексом з чоловіком. Вона все ще зваблює гарних молодих чоловіків, але так само, як Ел, ніколи не зраджує своєму партнерові. Її дошлюбне прізвище — Венкер. Її родина походить з вигаданого округу Венкер у штаті Вісконсин, де, як говорить Ел, «кожен житель взаємопов'язаний».

### Келлі Банді

Келлі Банді

Келлі Банді (англ. Kelly Bundy), грає Крістіна Епплґейт, гарненька дочка Пеггі та Ела. Вона не дуже розумна. Відвідує школу лише заради того, щоб спілкуватися з друзями. Келлі постійно плутає значення слів, і це є одним з найсмішніших моментів серіалу. Її брат Бад часто користується своєю перевагою над нею через її тупість. У Келлі купа бойфрендів, інколи одночасно одразу кілька. Ел з любові називає її «гарбузиком». Якимось чином їй все ж вдалося закінчити середню школу. Після школи вона працює моделлю, «Вермінатором» — героїнею реклами знищення комах — а також довгий час офіціанткою. Вона також брала уроки акторської майстерності. Як і її брат, вона живе з батьками впродовж всього серіалу без яких-небудь планів почати самостійне життя.

### Бад Банді

Бад Банді

Бадрік «Бад» Франклін Банді (англ. Budrick "Bud" Franklin Bundy), грає Девід Фаустіно, розумний син у родині Банді. Ім'я йому дав Ел на честь свого улюбленого пива «Будвайзер» (у народі «Бад»). Впродовж всього серіалу він добре вчиться й після закінчення школи вступає до Університету Трумейна. Хоча Бад одержимий сексом, з дівчатами у нього нічого не виходить. Тому у нього є надувна жінка Айзіс, яку він ховає у своїй кімнаті, і його родина постійно дратує його на тему його жалюгідного сексуального життя. У Бада немає ані справжніх друзів, ані нормальної роботи.

### Марсі Роадс/Д'арсі

Марсі Роадс/Д'арсі

Марсі Роадс/Д'арсі (англ. Marcy Rhoades D'Arcy), грає Аманда Бірс, сусідка Банді. Вона феміністка і владна жінка. Ел часто дражнить її через пласкі груди, називає її «куркою». У пізніх сезонах серіалу її часто сприймають за хлопчика через коротку стрижку. Марсі завжди політично коректна і постійно бореться за права жінок: за товстих жінок, за вагітних або непривабливих. У неї часто виявляються садистські відчуття щодо людей, які заподіяли їй шкоду. Марсі — банківська працівниця і працює спочатку у Головному банку Чикаго, а потім у Національному банку Кіото. У неї завжди є гроші на модні німецькі автомобілі, і вона неперевершена у сексі.

### Стів Роадс

Стів Роадс

Стівен «Стів» Бартоломью Роадс (англ. Steven "Steve" Bartholomew Rhoades), грає Девід Гаррісон, перший чоловік Марсі. Стів завжди знаходиться між позитивним впливом Марсі і негативним впливом Ела. У другому сезоні серіалу Стів працює у банку, проте у четвертому сезоні він втрачає роботу, а потім кидає Марсі і вирушає захищати дику природу (хоча насправді він одержимий грошима). Після повторного шлюбу Марсі Стів з'являється в серіалі ще чотири рази, і тоді здається, що Марсі все ще любить його.

### Джефферсон Д'арсі

Джефферсон Д'арсі

Джефферсон Мілгаус Д'арсі (англ. Jefferson Milhouse D'Arcy), грає Тед МакҐінлі, другий чоловік Марсі. Марсі одружується з ним у п'ятому сезоні і залишається з ним до кінця серіалу. Джефферсон — типовий бабій, який сидить вдома цілий день і витрачає гроші Марсі. Джефферсон — метросексуал і тому ретельно доглядає за своєю зовнішністю, і іноді нагадує дружину своєю слабохарактерністю і нездатністю зробити щось самостійно. Марсі намагається відправити його працювати, але швидко відмовляється від цієї ідеї, оскільки Джефферсон на будь-якій роботі приваблює забагато жінок. Лише інколи він заробляє гроші на сумнівних роботах, на фондовому ринку або у інших незрозумілих місцях. У одній з серій ми дізнаємось, що Джефферсон був агентом ЦРУ і сидів у в'язниці до того, як зустрів Марсі.

## Другорядні персонажі

### Бак і Лакі
Бак (англ. Buck), перший пес у сім'ї Банді. У серіалі ми можемо почути думки Бака про сім'ю Банді і про світ довкола нього. Бак помирає у десятому сезоні, і його душа перевтілюється у нову собаку Банді — Лакі (англ. Lucky). Бак і Лакі вічно голодні, оскільки Банді не особливо піклуються про них.

### Сьомий
Сьомий (англ. Seven), грає Шейн Світ, з'являється у сьомому сезоні і не має нічого спільного з вагітністю Пеггі у шостому сезоні, оскільки ця вагітність була сном Ела. Сьомий — син родичів Пеггі, які приїжджають у гості і просто залишають дитину. Його дивне ім'я пояснюється тим, що він сьома дитина у своїх недбайливих батьків. Незабаром стало ясно, що прихильникам серіалу не подобається цей герой, після чого Сьомий таємничо зникає з серіалу.

### Гері
Гері (англ. Gary), грає Джанет Керролл, є володаркою магазину, у якому працює Ел, і його начальницею. Вона успішна бізнесвумен. Поки Гері не показала своє обличчя, всі вважали, що власник магазину — чоловік. Гері зневажає таких чоловіків, як Ел і його напарники, і періодично звільняє Ела у найнепідходящіший момент. У одній з серій вона починає зустрічатися з Бадом.

### Гріфф
Гріфф (англ. Griff), грає Гарольд Сільвестер, напарник Ела у взуттєвому магазині. Він розлучений, дружина відібрала у нього все майно, і навіть прізвище, тому він просто Гріфф. Гріфф є членом спілки «NO MA'AM». Він шульга, водить Гео Метро і фанатіє від Пем Грієр.

### Амбер
Амбер (англ. Amber), грає Джулієт Таблак, небога Марсі. Мати Амбер посилає її пожити у Марсі, щоб позбавити від поганого впливу лос-анджелесських кварталів. Бад постійно намагається затягнути її до себе у ліжко, але лише один раз йому це вдається. Після дев'ятого сезону Амбер зникає з серіалу.

### Боб Руні
Боб Руні (англ. Bob Rooney), грає ЕЕ Белл, виконує роль казначея у спілці «NO MA'AM». Він м'ясник і одружений з подругою Марсі Луїзою. Він вчився разом з Елом у школі Полк і грав з ним у одній футбольній команді.

### Айк
Айк (англ. Ike), грає Том МакКлейстер, учасник спілки «NO MA'AM» і одружений зі ще однією подругою Марсі Френні. Айк веде бурхливе сексуальне життя — у серіалі згадувалася його бісексуальність і збочені схильності.

### Офіцер Ден
Ден (англ. Dan), грає Ден Тулліс молодший, працює у поліції і відвідує будинок Банді кілька разів під час служби. Ден приєднується до спілки «NO MA'AM», щоб боротися за телешоу «Тато-психопат».

## Показ в Україні
В Україні серіал транслювався телеканалами ТЕТ (2010 рік, перші 2 сезони) та 1+1 (2011 рік, усі сезони). Для телеканалу ТЕТ озвучення здійснила студія «ТВ+», ролі озвучили Євген Пашин та Катерина Буцька (у деяких серіях Тетяна Антонова). На 1+1 була своя озвучка за участю Ніни Касторф.